# Station Mroczeń
Station Mroczeń is een spoorwegstation in de Poolse plaats Mroczeń (gemeente Baranów). 